# 苏拉 (阿列日省)
苏拉（法語：Soula，法語發音：[sula]）是法国阿列日省的一个市镇，属于富瓦区。

## 地理
苏拉（42°56'36"N, 1°41'40"E）面积11.16 平方千米，位于法国奧克西塔尼大區阿列日省，该省份为法国西南部内陆省份，西部和北部与上加龙省接壤，东临奥德省，东南至东比利牛斯省接壤，南与安道尔和西班牙接壤。
与苏拉接壤的市镇（或旧市镇、城区）包括：塞勒、莱尔姆、莱谢尔、蒙加亚尔、普拉迪耶尔、圣保罗德雅拉。

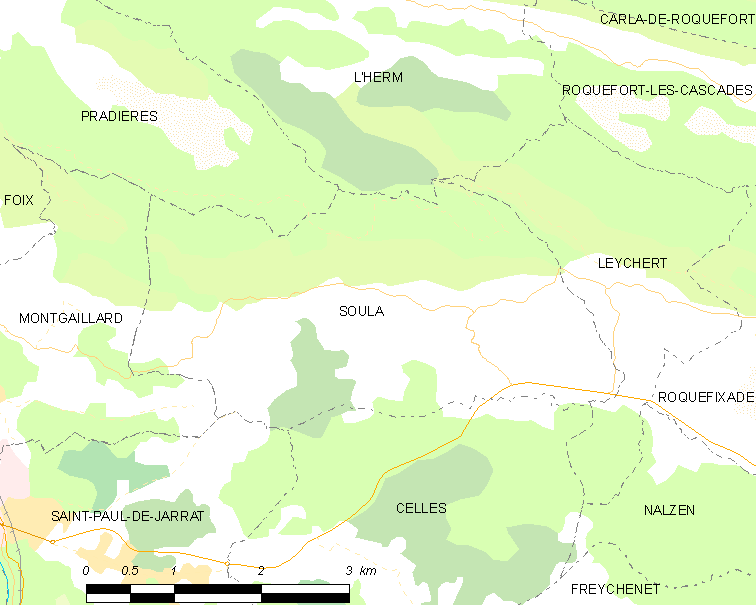
的OSM定位图

苏拉的时区为UTC+01:00、UTC+02:00（夏令时）。

## 行政
苏拉的邮政编码为09000，INSEE市镇编码为09300。

## 政治
苏拉所属的省级选区为奥尔姆地区县。

## 人口

1962-2008年间人口变化图示

苏拉于2022年1月1日时的人口数量为171人。